# Winter (Wisconsin)
Winter es una villa ubicada en el condado de Sawyer en el estado estadounidense de Wisconsin. En el Censo de 2010 tenía una población de 313 habitantes y una densidad poblacional de 151,63 personas por km².

## Geografía
Winter se encuentra ubicada en las coordenadas 45°49′20″N 91°0′47″O / 45.82222, -91.01306. Según la Oficina del Censo de los Estados Unidos, Winter tiene una superficie total de 2.06 km², de la cual 2.06 km² corresponden a tierra firme y (0%) 0 km² es agua.

## Demografía
Según el censo de 2010, había 313 personas residiendo en Winter. La densidad de población era de 151,63 hab./km². De los 313 habitantes, Winter estaba compuesto por el 91.69% blancos, el 1.28% eran afroamericanos, el 1.28% eran amerindios, el 0.32% eran asiáticos, el 0% eran isleños del Pacífico, el 0.96% eran de otras razas y el 4.47% pertenecían a dos o más razas. Del total de la población el 5.11% eran hispanos o latinos de cualquier raza.